# Nötabråne
Nötabråne is een plaats in de gemeente Karlshamn in het landschap Blekinge en de provincie Blekinge län in Zweden. De plaats heeft 62 inwoners (2005) en een oppervlakte van 18 hectare.